# Desert Patrol Vehicle
Pour les articles homonymes, voir DPV.
Le Desert Patrol Vehicle (DPV), pour « Véhicule de patrouille du désert », est un véhicule armé léger et rapide, de type « buggy », utilisé pour la première fois au combat pendant la première guerre du Golfe en 1991.
Il était précédemment appelé Fast Attack Vehicle (FAV, soit « véhicule rapide d'attaque »). Grâce à sa vitesse de pointe élevée et sa très bonne capacité tout-terrain, le DPV a été utilisé de manière intensive pendant l'opération « Tempête du désert ». Les premières troupes américaines à être entrées dans la ville de Koweït étaient des SEAL dans leurs DPV.

## Performances
Le DPV était construit par Chenowth Racing Products Inc. La Volkswagen Kübelwagen allemande fut le premier véhicule utilitaire léger (Light Utility Vehicle) basé sur la Volkswagen Coccinelle, préférant utiliser une architecture à deux roues motrices au lieu de quatre pour sa mobilité. Les composants Volkswagen devinrent par ailleurs l'architecture de base du buggy des sables, tel qu'il était lorsqu'il apparut après la guerre. C'est cet agencement que l'on retrouve dans le DPV, équipé d'un moteur Volkswagen à cylindres à plat et refroidi par air de 200 ch monté à l'arrière.
Il rend ce véhicule léger capable d'accélérer de 0 à 50 km/h en seulement 4 secondes et rouler jusqu'à des vitesses de 130 km/h. Avec son réservoir d'essence standard de 21 gallons (79,5 l), le DPV a une autonomie d'environ 340 km. Un réservoir additionnel peut être monté et ainsi étendre son rayon d'action à plus de 1 600 km. Sa charge utile maximum est de 680 kg.

## Histoire

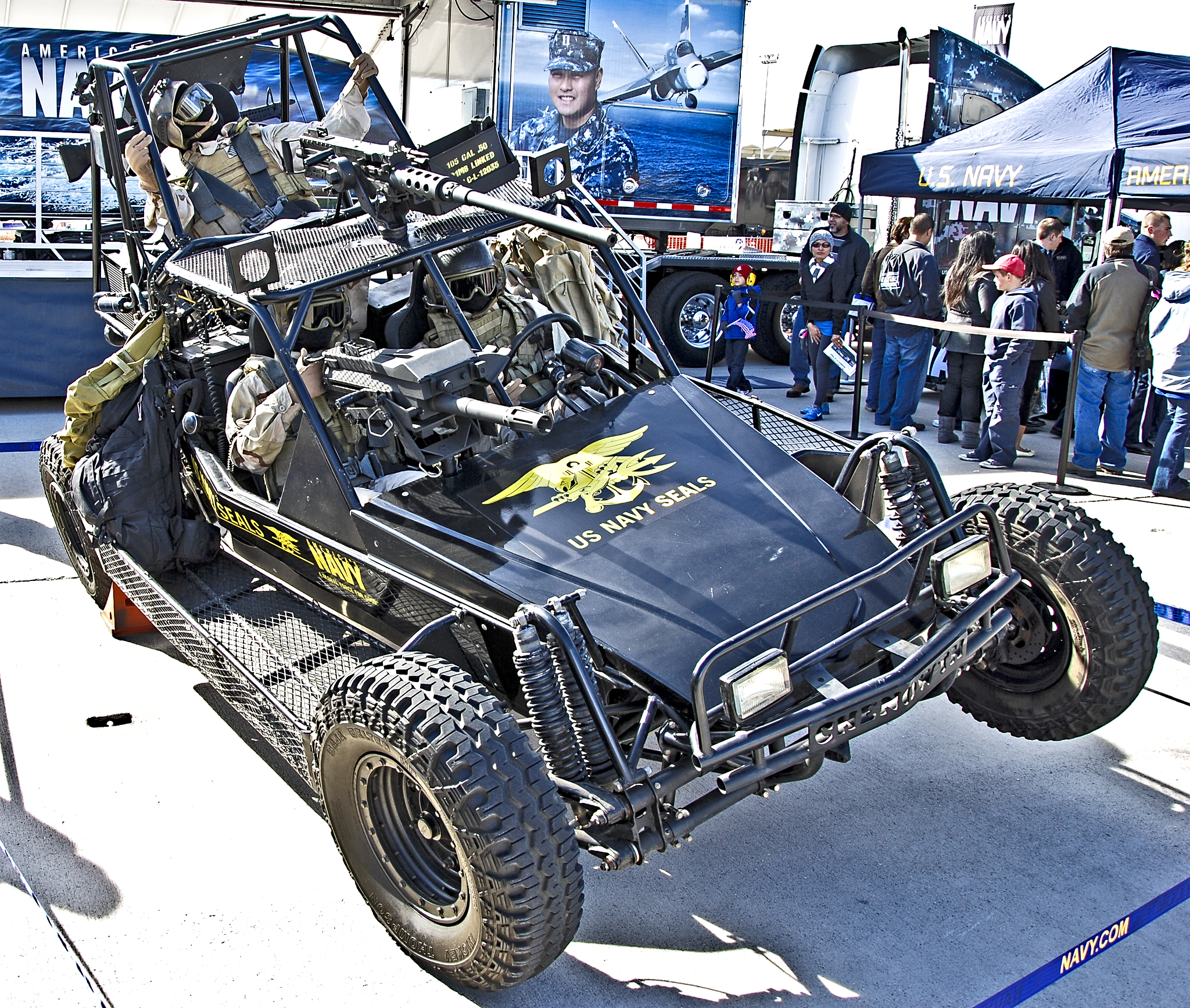
Un DPV exposé dans une manifestation en 2012 dans la base aérienne de Nellis. Il est armé d'une mitrailleuse M2 sur le toit et d'un lance-grenades de 40 mm Mk.19.

Le DPV est une variante du FAV (Fast Attack Vehicle), qui fut développé dans les années 1980 comme un élément essentiel de la division légère de haute technologie (High Technology Light Division - HLTD) de l'US Army (9e division d'infanterie).
Le futur chef d'état-major des armées Edward C. Meyer donna carte blanche à l'HLTD pour développer sa doctrine, décider son organisation et concevoir son équipement. L'une des machines mises au point à cette occasion fut le Fast Attack Vehicle. Chenowth livra un total de 120 FAV à l'US Army en 1982. Les unités de tests de la 9e division furent les premières à déployer ces véhicules. Associés avec les motocross, les FAV étaient destinés à procurer une composante très mobile à la plupart des unités terrestres.
Les FAV furent remplacés par les Humvee dans l'usage militaire général, bien que ces derniers ne soient pas en mesure d'atteindre la vitesse ou les capacités tout-terrain extrêmes des FAV. Les FAV furent transférés aux forces spéciales, où ils ont depuis été largement remplacés par le Light Strike Vehicle (LSV) (« véhicule d'attaque léger »).

## Armement
Les tests originaux furent effectués sur des buggies commerciaux, initialement fabriqués pour un usage civil et rachetés par l'armée pour être modifiés. Les militaires les modifièrent en profondeur afin qu'ils puissent être équipés d'armements divers et variés, tels les missiles antichar BGM-71 TOW, les mitrailleuses et les canons sans recul.
L'idée de monter des canons « sans recul » sur un engin aussi léger fut vite abandonnée. Même avec le peu de recul qu'ils généraient, ils arrivaient à retourner la voiture sur le toit...
Les missiles TOW, eux, eurent un bien meilleur effet, avec des résultats à la hauteur et un emploi très facile malgré la simplicité du véhicule. Cependant, ils posaient un gros problème: Ils violaient la « doctrine TOW » alors en application au sein de l'US Army. L'Army avait déterminé qu'un système TOW devait nécessiter trois hommes pour pouvoir être utilisé, et avait donc agi en conséquence au moment de répartir les effectifs en hommes et matériels dans les différentes unités opérationnelles. Le DPV ne pouvait transporter qu'un équipage « réduit » à deux hommes, lorsqu'il était monté avec le lance-missile. Bien qu'il ait été facile de constater que, finalement, même deux hommes s'en sortaient très bien avec le système, le problème est que cela aurait imposé de réviser totalement ou en partie toute une partie de la doctrine d'emploi de l'US Army, entraînant des modifications lourdes sur la répartition des moyens dans les bases et sur la gestion logistique du matériel. Fort Benning décida d'offrir un design « meilleur » au DPV, qui permettait d'enfin inclure un troisième membre d'équipage. Cette solution fut rejetée par l'équipe de l'HLTD et ne revit jamais le jour.
Les armements de base d'un DPV consistent en une mitrailleuse lourde Browning M2 cal.50, deux mitrailleuses légères M60 en 7,62×51 mm et deux lance-roquettes antichar M136.
Dans certaines situations, la M60 du conducteur ou la M2 du canonnier est remplacée par un lance-grenades de 40 mm Mk.19. D'autres armements légers peuvent être montés, comme la mitrailleuse M-240 ou la M-249 SAW en 5,56×45 mm.

## Matériel américain similaire
Le corps des Marines avait aussi mis en service un Fast Attack Vehicle, mais c'était un engin complètement différent, basé sur la vénérable jeep M151. Ce FAV resta employé longtemps après l'arrivée du Humvee, car il pouvait rentrer dans les hélicoptères des Marines, alors que le Humvee ne le pouvait pas. En 1999, ce FAV commença à être remplacé par le Interim Fast Attack Vehicle (IFAV), une version dérivée du 4x4 civil Mercedes-Benz Classe G.

## Fiction et culture populaire
Le DPV est apparu dans beaucoup de jeux vidéo et de films :
- Le DPV est le principal véhicule d'attaque américain dans le film de Chuck Norris Delta Force, sorti en 1986. Il y est vu armé avec des mitrailleuses de calibre .50.
- Le DPV était aussi visible dans le film Les Rois du désert, sorti en 1999. C'est le véhicule utilisé par le soldat de seconde classe Walter Wogaman pour aller se promener, qui lui est ensuite volé par la journaliste Adriana Cruz.
- Deux DPV sont utilisés par le secteur 7 pour transporter le AllSpark, dans le film d'action Transformers (2007). En conséquence, la ligne de jouets produite en parallèle au film utilise le DPV comme base pour l'Autobot « Landmine ». On laisse entendre sur l'emballage du jouet que le AllSpark a accordé au véhicule une vie hors caméra.
- Le DPV apparaît dans le jeu vidéo Battlefield 2, comme véhicule utilisable pour les forces américaines et européennes. Il réapparaît plus tard dans l'extension Back to Karkand du jeu Battlefield 3.
- Les DPV, auxquels on fait référence en les appelant par leur nom original de Fast Attack Vehicle, apparaissent dans le film de 1994 En avant, les recrues !, dans lequel un groupe imprévisible de soldats de la logistique dirigés par Pauley Shore les utilise pour mener un raid sur un base de missiles Scud libyens.
- Le DPV est utilisé par la Confrérie du Nod comme véhicule d'attaque principal, anti-infanterie et véhicule de reconnaissance, dans le jeu vidéo Command and Conquer : Conflit du Tibérium. Il est armé avec une mitrailleuse M60, même s'il apparaît être armé d'une minigun M134 dans les cinématiques du jeu.